# Luis Hormazábal
Luis Orlando Hormazábal Gavilán (* 13. Februar 1958 in Santiago) ist ein ehemaliger chilenischer Fußballspieler. Der Außenverteidiger gewann mit dem CSD Colo-Colo fünf chilenische Meisterschaften und absolvierte 22 Länderspiele für die Nationalmannschaft seines Heimatlandes.

## Karriere

### Verein
Luis Hormazábal, auch Chupete genannt, spielte seine gesamte Profikarriere beim CSD Colo-Colo. im September 1977 debütierte er bei den Albos gegen Audax Italiano, gewann mit dem Klub fünf Meisterschaften und fünf Mal den Pokalwettbewerb und beendete 1989 seine Karriere. Bis 1981 lief Hormazábal als zentraler Verteidiger auf, wurde aber unter Pedro García als Linksverteidiger eingesetzt und blieb auf dieser Position. 1989 beendete Chupete seine Karriere.

### Nationalmannschaft
Luis Hormazábal debütierte im Juni 1984 unter Trainer Isaac Carrasco beim 0:0-Unentschieden im Freundschaftsspiel gegen England. Neben weiteren Freundschaftsspielen absolvierte der Verteidiger alle acht Spiele in der Qualifikation zur Weltmeisterschaft 1986, jedoch verlor Chile das Finale der Play-offs gegen Paraguay und schaffte es somit nicht zum Turnier nach Mexiko.
Bei seinem einzigen großen Turnier, der Copa América 1987, bestritt der Linksverteidiger drei Spiele für das chilenische Nationalteam. Beim sensationellen 4:0-Erfolg über Brasilien in der Gruppenphase, beim knappen 2:1-Erfolg nach Verlängerung gegen Kolumbien und bei der 0:1-Finalniederlage gegen Uruguay stand Hormazábal jeweils über die volle Spielzeit auf dem Platz. Nach dem Turnier absolvierte der Defensivspieler keine weiteren Länderspiele, so dass er insgesamt auf 22 Spiele im Nationaltrikot kommt.

## Erfolge
Colo-Colo
- Chilenischer Meister: 1979, 1981, 1983, 1986, 1989
- Chilenischer Pokalsieger: 1981, 1982, 1985, 1988, 1989

Chile
- Finalist der Copa América: 1987